# إسطركن الجوز اللطيف
إسطركن الجوز اللطيف (الاسم العلمي:Strychnos nux-blanda) هو نوع من النباتات يتبع جنس الإسطركن من الفصيلة اللوغانية.